# Province de Brandebourg
Pour les articles homonymes, voir Brandebourg (homonymie).
1815–1945
Entités précédentes :
- Marche de Brandebourg

Entités suivantes :
- Brandebourg
- Berlin
- Pologne

La province de Brandebourg (en allemand : Provinz Brandenburg) est, de 1815 à 1918, une province du royaume de Prusse puis de l'État libre de Prusse. Elle eut Potsdam pour capitale, avant que celle-ci fut transférée à Berlin en 1827. Potsdam retrouva de nouveau ce statut en 1843, avant qu'elle ne le perde définitivement au profit de Charlottenburg en 1918 (qui sera elle-même intégrée au Grand Berlin en 1920). 
Le 21 mars 1939, la province est renommée marche de Brandebourg (Mark Brandenburg).

## Histoire
Après les guerres napoléoniennes, le royaume de Prusse, sur décision du congrès de Vienne, a été réparti en dix provinces par loi du 30 avril 1815 et le territoire de l'ancienne marche de Brandebourg fut incorporé dans la nouvelle province royale. Elle comprend également les domaines cédés à la Prusse par le royaume de Saxe, l'ancien allié de Napoléon. Plus particulièrement, la nouvelle province de Brandebourg recouvre les territoires suivants :
- la partie de l’ancienne marche électorale (Kurmark) comprenant la Moyenne-Marche (Mittelmark), la Prignitz et l'Uckermark qui était restée prussienne après les traités de Tilsit signés le 7 et 9 juillet 1807 ;
- la majeure partie de la Nouvelle-Marche (Neumark), à savoir :
  - les trois districts initiaux (Vorderkreise) de Königsberg, Soldin et Landsberg ;
  - une partie des quatre districts (Hinterkreise) : celui de Friedeberg et la partie méridionale du district d'Arnswalde.
- Le district de Schwiebus, de la Silésie prussienne.
- Les territoires acquis du royaume de Saxe par le traité signé à Vienne, le 18 mai 1815 : 
  - Le bailliage de Belzig du cercle électorale de Wittemberg (Wittenberger Kurkreis) ;
  - Les bailliages de Finsterwalde et de Senftenberg du cercle de Misnie (Meißener Kreis)
  - Les bailliages de Dahme et de Jüterbog de l'ancienne principauté de Saxe-Querfurt (Fürstentum Sachsen-Querfurt), du cercle de Thuringe (Thüringer Kreis) ;
  - Les seigneuries de Baruth et de Sonnewalde, du comte de Solms-Sonnewalde ;
  - L'ancien margraviat de Basse-Lusace (Niederlausitz) ;

En échange, la Vieille-Marche (Altmark), la partie Ouest de l’ancienne marche électorale, cédée au royaume de Westphalie par les traités de Tilsit en 1807 et recouvrée par l'acte final du congrès de Vienne du 9 juin 1815, est incorporée à la province de Saxe (Provinz Sachsen). Les districts de Dramburg et de Schivelbein ainsi que de la partie septentrionale du cercle d'Arnswalde avec la ville de Nörenberg, parties de l’ancienne Nouvelle-Marche, sont incorporés à la province de Poméranie (Provinz Pommern). La partie nord-est de l'ancien margraviat de Haute-Lusace (Oberlausitz), également cédée par le royaume de Saxe, est incorporée à la province de Silésie (Provinz Schlesien).

## Territoire

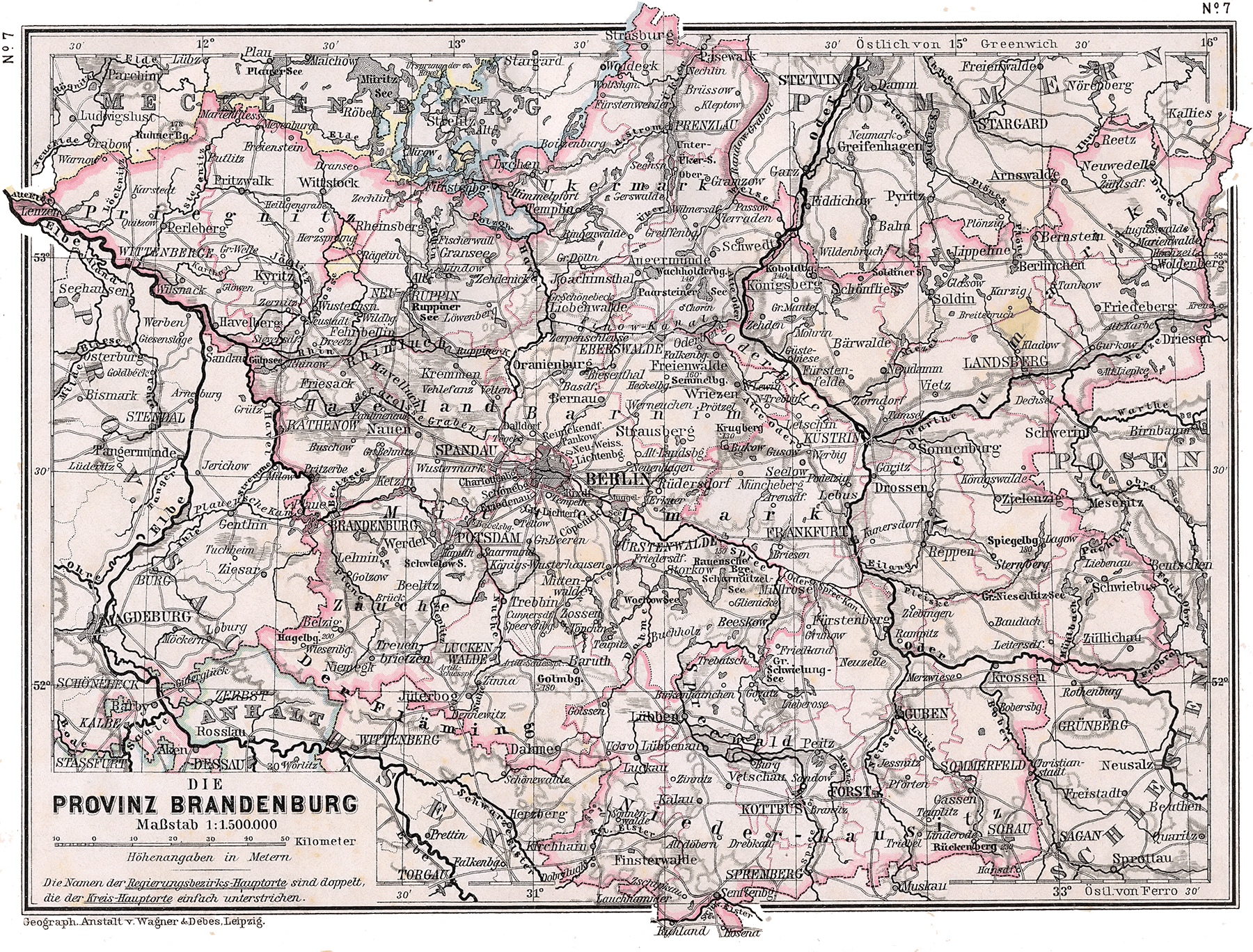
Carte de la province de Brandebourg en 1905.

La province de Brandebourg est divisée en deux districts (Regierungsbezirke) :
- Le district de Potsdam (Regierungsbezirk Potsdam), dont le chef-lieu est Potsdam ;
- Le district de Francfort (Regierungsbezirk Frankfurt) dont le chef-lieu est Francfort-sur-l'Oder.

Le 1er mars 1816, le district de Berlin (Regierungsbezirk Berlin) est créé. Son territoire comprend la ville de Berlin (Stadtkreis Berlin) ainsi qu'une partie des cercles de Niederbarim et de Teltow. Georg Christian von Heydebreck (de) en est le haut président (Oberpräsident).
Le 1er janvier 1822, le district de Berlin est supprimé et son territoire incorporé à celui de Potsdam.
La loi du 27 avril 1920, sur la formation de la nouvelle municipalité de Berlin (en allemand : Gesetz über die Bildung einer neuen Stadtgemeinde Berlin, vom 27. April 1920) crée le Grand-Berlin (en allemand : Groß-Berlin), par incorporation au Vieux-Berlin (en allemand : Alt-Berlin) des sept villes (en allemand : Stadtgemeindenden) de Charlottenburg, Cöpenick, Lichtenberg, Neukölln, Schöneberg, Spandau, Wilmersdorf ainsi que de cinquante-neuf communes rurales (en allemand : Landgemeinden) et vingt-sept territoires domaniaux (en allemand : Gutsbezirke). Elle fait du Grand-Berlin une province séparée de la province de Brandebourg. La Constitution de l'État libre de Prusse confirme le Grand-Berlin.
Le 1er octobre 1938, la province de Posnanie-Prusse-Occidentale (Grenzmark Posen-Westpreußen) fut répartie entre les provinces de Brandebourg, de Poméranie et de Silésie. Les cercles de Meseritz et de Schwerin ainsi que la partie septentrionale du cercle de Bomst, comprenant les villes de Bomst et d'Unruhstadt, sont incorporés au district de Francfort (Regierungsbezirk Frankfurt).

## Politique

### Hauts présidents
Liste des hauts présidents (en allemand : Oberpräsidenten) de la province de Brandebourg :
- Sous le royaume de Prusse :
  - 1815–1824 : Georg Christian von Heydebreck (de) (1765–1828)
  - 1825–1840 : Friedrich Magnus von Bassewitz (1773–1858)
  - 1840–1848 : August Werner von Meding (1792–1871)
  - 1848–1849 : Robert von Patow (1804–1890) (commissaire)
  - 1849–1850 : Klemens von Wolff-Metternich (de) (1803–1872) (commissaire)
  - 1850–1862 : Eduard von Flottwell (1786–1865)
  - 1862 : Werner von Selchow (1806–1884)
  - 1862–1879 : Gustav von Jagow (1813–1879)
  - 1879–1899 : Heinrich von Achenbach, Freikonservative Partei (1829–1899)
  - 1899–1905 : Theobald von Bethmann Hollweg (1856–1921)
  - 1905–1909 : August von Trott zu Solz (1855–1938)
  - 1909–1910 : Friedrich Wilhelm von Loebell, Deutschkonservative Partei (1855–1931)
  - 1910–1914 : Alfred von Conrad (de) (1852–1914)
  - 1914–1917 : Rudolf von der Schulenburg (1860–1930)
  - 1917–1919 : Friedrich Wilhelm von Loebell, Deutschkonservative Partei (1855–1931)
- Sous l'État libre de Prusse :
  - 1919–1933 : Adolf Maier (de), DDP (1871–1963)
  - 1933–1936 : Wilhelm Kube, NSDAP (1887–1943)
  - 1936–1945 : Emil Stürtz, NSDAP (1892–1945)

### Directeurs
Liste des directeurs (en allemand : Landesdirektoren) de la province de Brandebourg :
- Sous le royaume de Prusse :
  - 1876–1896 : Albert von Levetzow (1827–1903)
  - 1896–1912 : Otto von Manteuffel (1844–1913)
  - 1912–1919 : Joachim von Winterfeldt-Menkin (de) (1865–1945)
- Sous l'État libre de Prusse :
  - 1919–1930 : Joachim von Winterfeldt-Menkin (1865–1945)
  - 1930–1933 : Hugo Swart (de) (1885–1952)
  - 1933–1944 : Dietloff von Arnim (1876–1945)